# Al-Asadijja (Ar-Rakka)
Al-Asadijja – miejscowość w Syrii, w muhafazie Ar-Rakka, w dystrykcie Ar-Rakka. W 2004 roku liczyła 3992 mieszkańców.